# Hills (Minnesota)
Hills – miasto w Stanach Zjednoczonych, w stanie Minnesota, w hrabstwie Rock.